# Gaojia (köpinghuvudort i Kina, Jiangxi Sheng, lat 29,00, long 117,38)
Gaojia är en köpinghuvudort i Kina. Den ligger i provinsen Jiangxi, i den sydöstra delen av landet, omkring 150 kilometer öster om provinshuvudstaden Nanchang. Antalet invånare är 17 711. Befolkningen består av 8 635 kvinnor och 9 076 män. Barn under 15 år utgör 30 %, vuxna 15-64 år 62 %, och äldre över 65 år 6,0 %.
Runt Gaojia är det tätbefolkat, med 356 invånare per kvadratkilometer. Närmaste större samhälle är Zhongbu, 19,1 km söder om Gaojia. I omgivningarna runt Gaojia växer i huvudsak blandskog.
Genomsnittlig årsnederbörd är 2 653 millimeter. Den regnigaste månaden är juni, med i genomsnitt 449 mm nederbörd, och den torraste är oktober, med 41 mm nederbörd.